# Rosier grandiflora

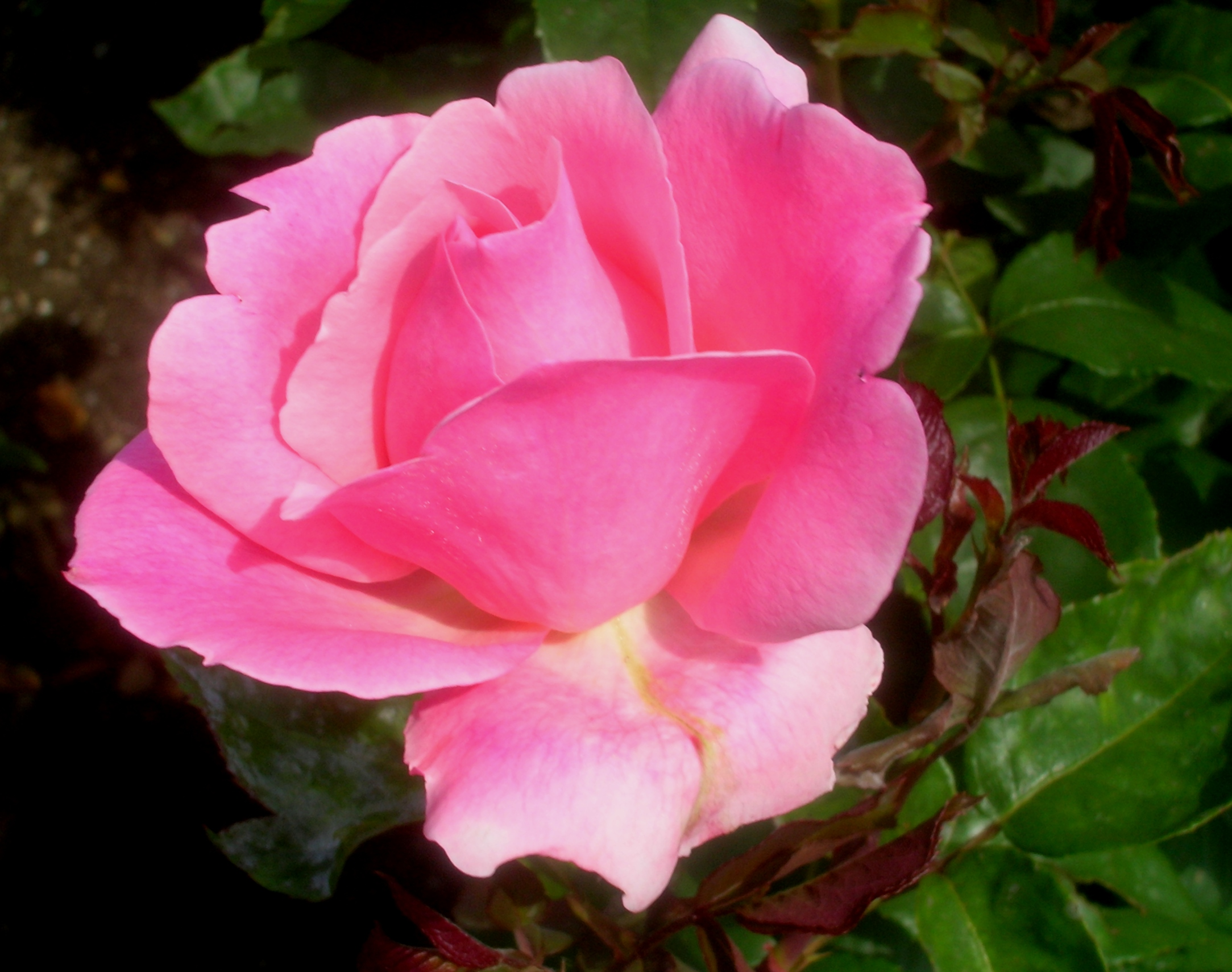
Rose 'Queen Elizabeth' (Lammertz 1954),au Volksgarten de Vienne.

Les rosiers grandiflora forment un groupe de rosiers modernes de jardin, obtenus par croisement d'hybrides de thé et de rosiers floribundas. Ils possèdent les caractéristiques des hybrides de thé et des floribundas. L'idée était de créer des rosiers fleurissant autant que les floribundas et arborant les couleurs et la beauté des hybrides de thé. L'Américain Walter Lammerts (1904-1996) fut le premier à obtenir ce type d'hybrides et à donner lieu à ce groupe. C'est ainsi que l'American Rose Society est amenée à ouvrir une nouvelle classe de roses, celle des rosiers grandifloras.
D'autres obtenteurs s'engagent dans la voie tracée par Lammerts, comme Herbert Swim, le Dr David Armstrong, Jack Christensen ou encore Tom Carruth. 

## Caractéristiques
Les roses grandifloras possèdent les caractéristiques des hybrides de thé et des floribundas. Elles sont plus petites que les hybrides de thé et fleurissent autant que les floribundas. Son abréviation dans les registres est « gr ».
Les rosiers s'élèvent de 90 cm à 152 cm en moyenne, mais dépassent 200 cm pour certains, et produisent entre six et cinquante-cinq pousses. Ils fleurissent plus fréquemment que les autres hybrides, mais ils ont besoin de soins, étant plus fragiles, et d'être protégés en hiver. Il faut donc butter le pied avec de la terre ou de la tourbe.

## Quelques grandifloras

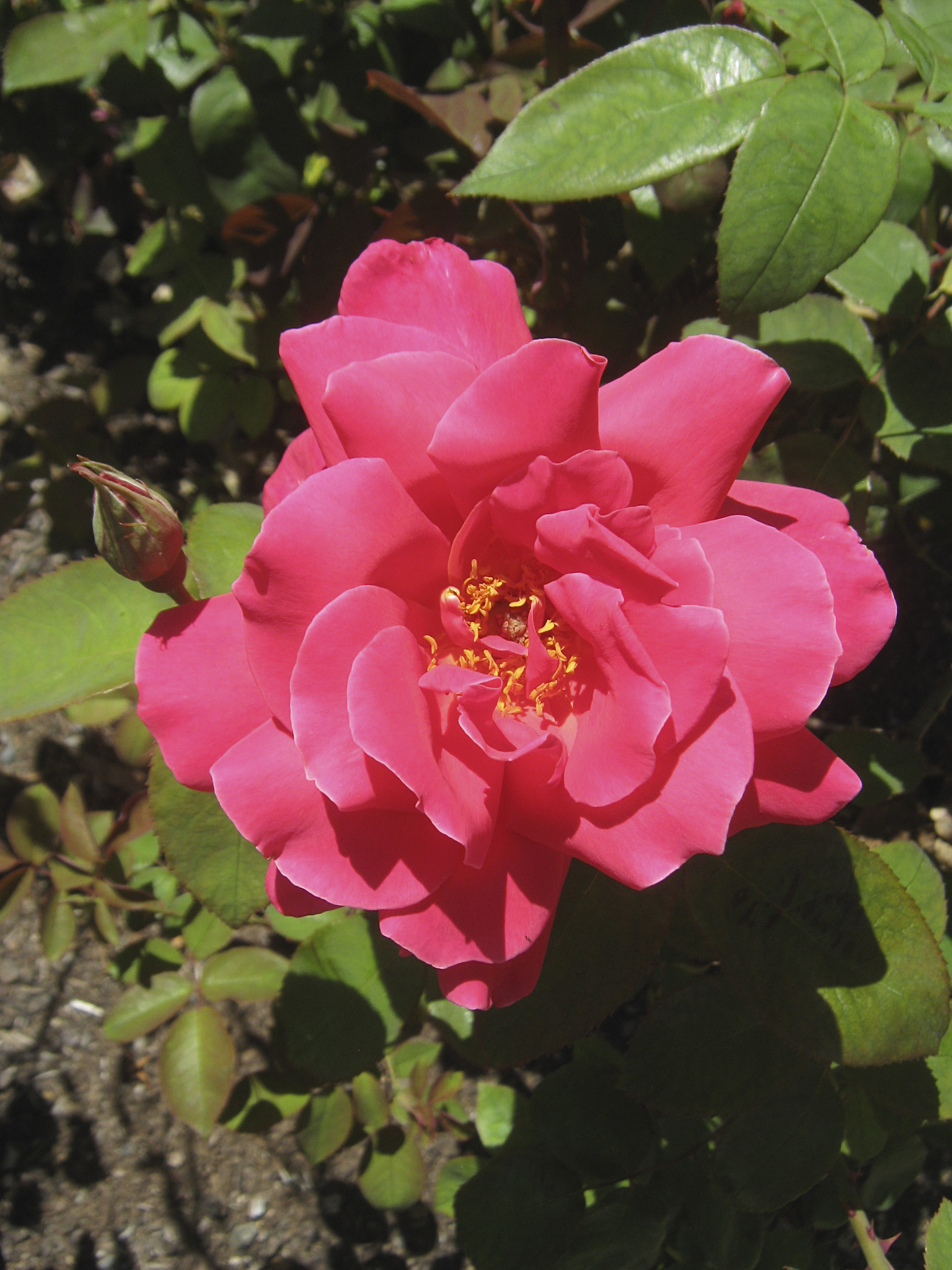
'Charlotte Armstrong' (Lammerts 1940).
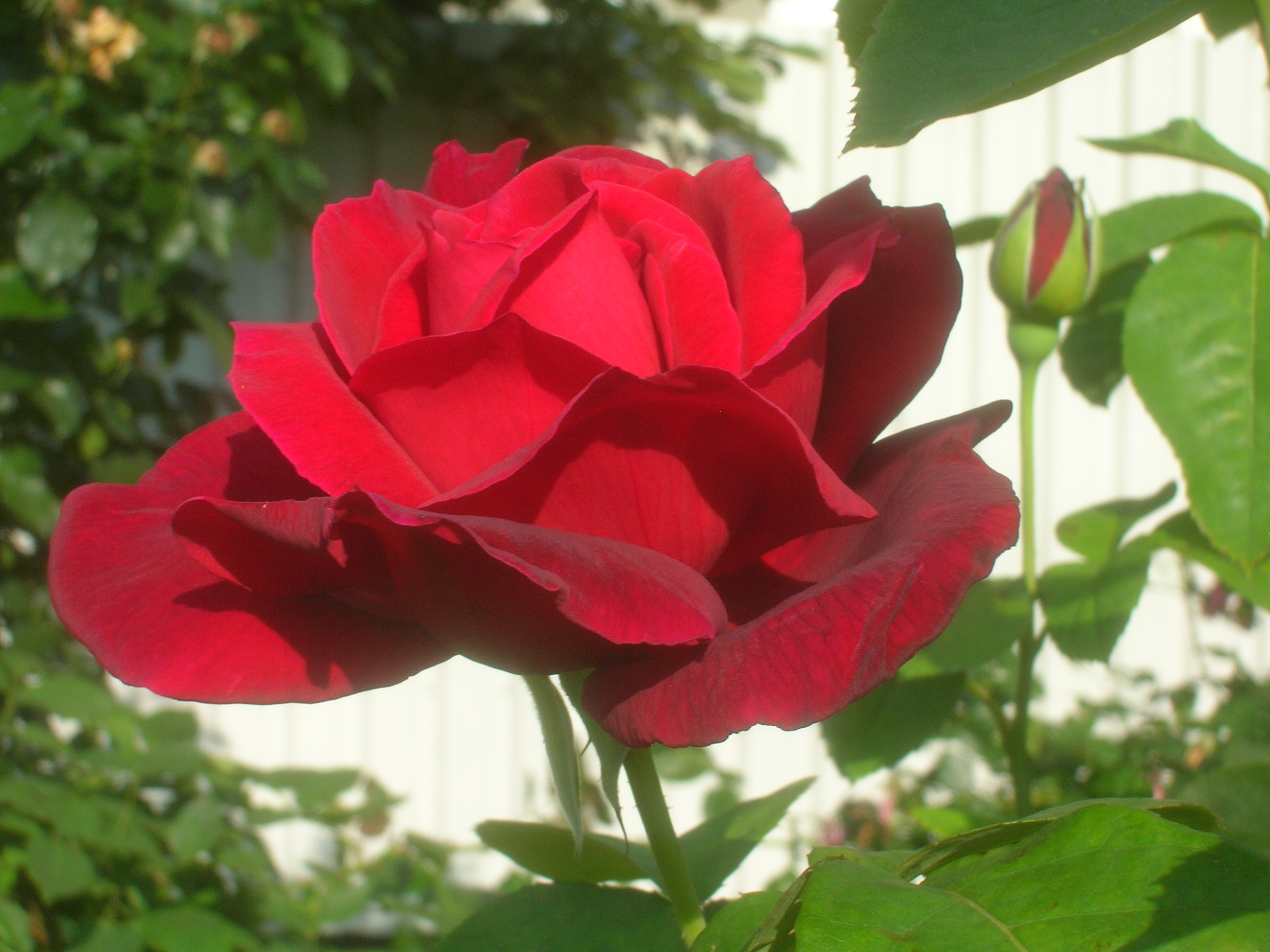
'Chrysler Imperial' (Lammerts 1952).
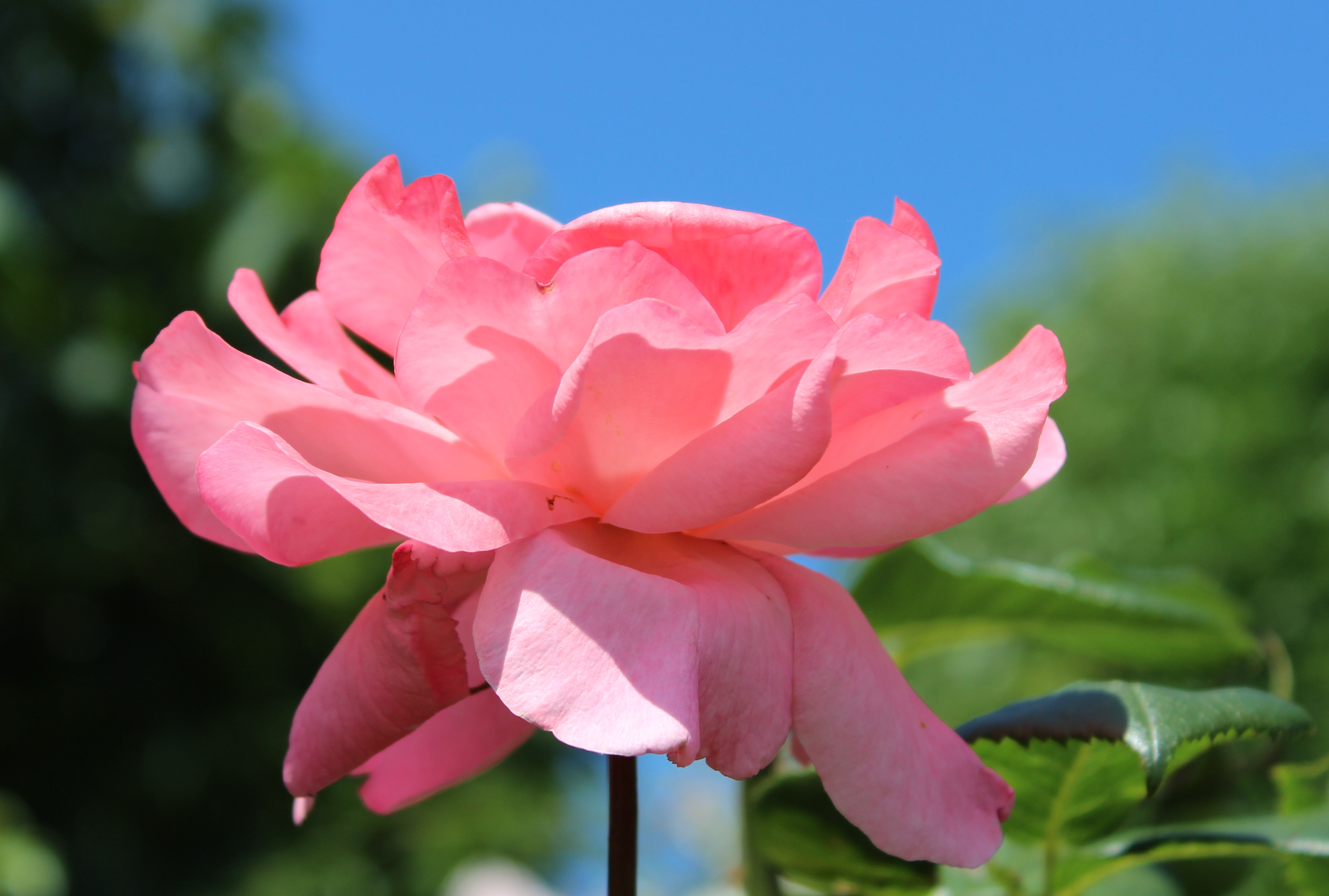
'Eiffel Tower' (Armstrong & Swim 1963).
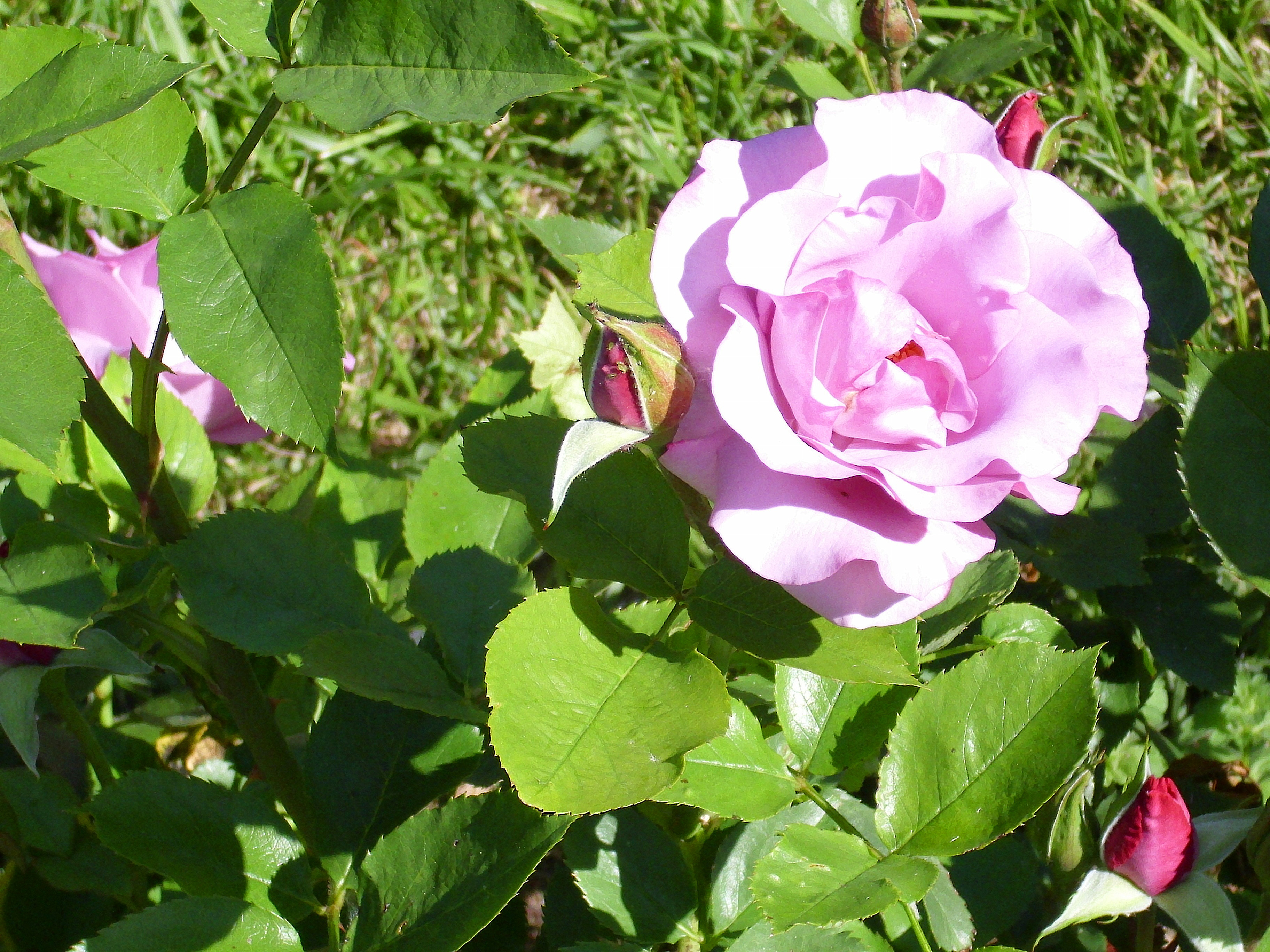
'Dioressence' (Delbard 1984).
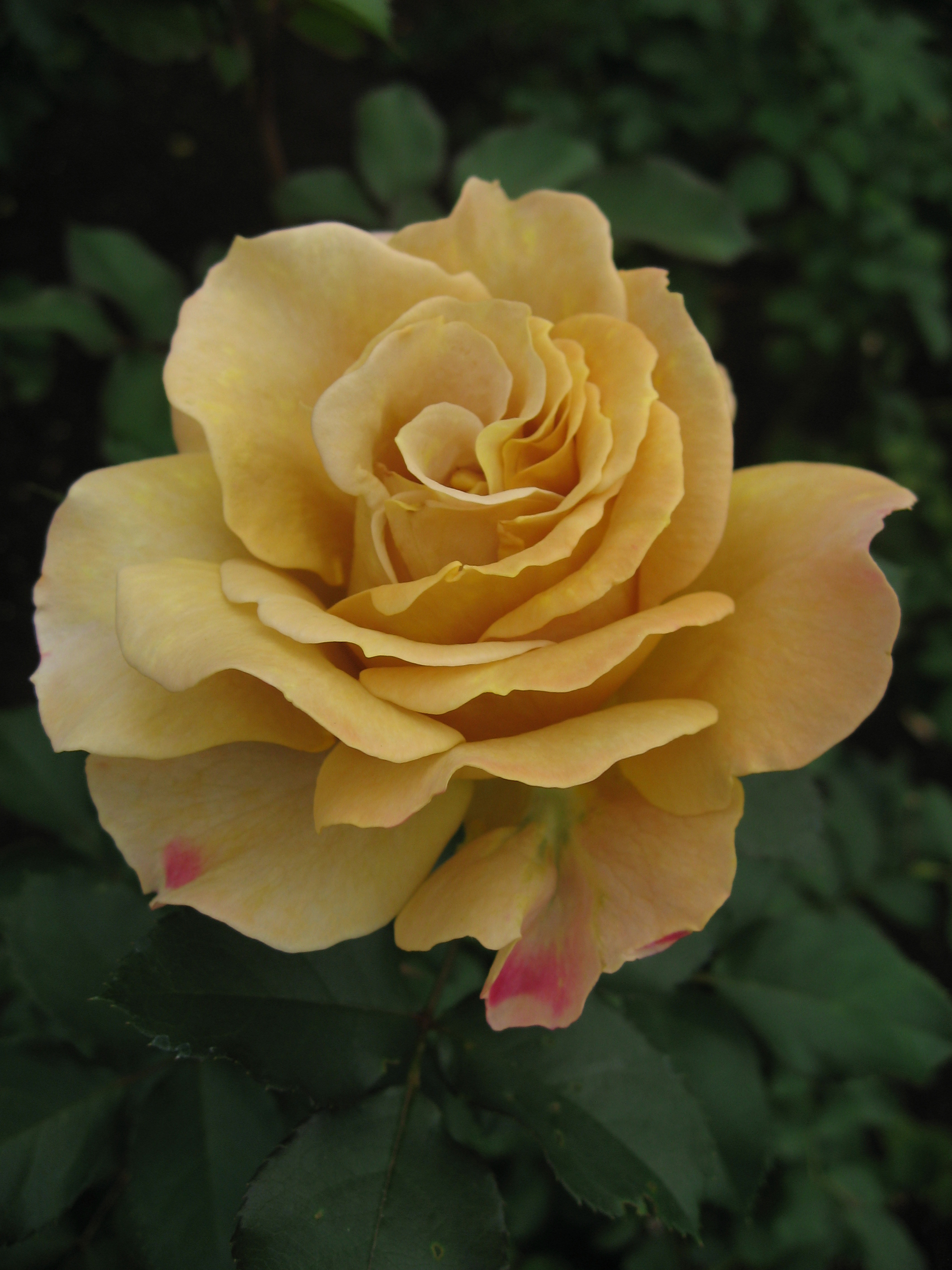
'Honey Dijon' (Sproul 2003).
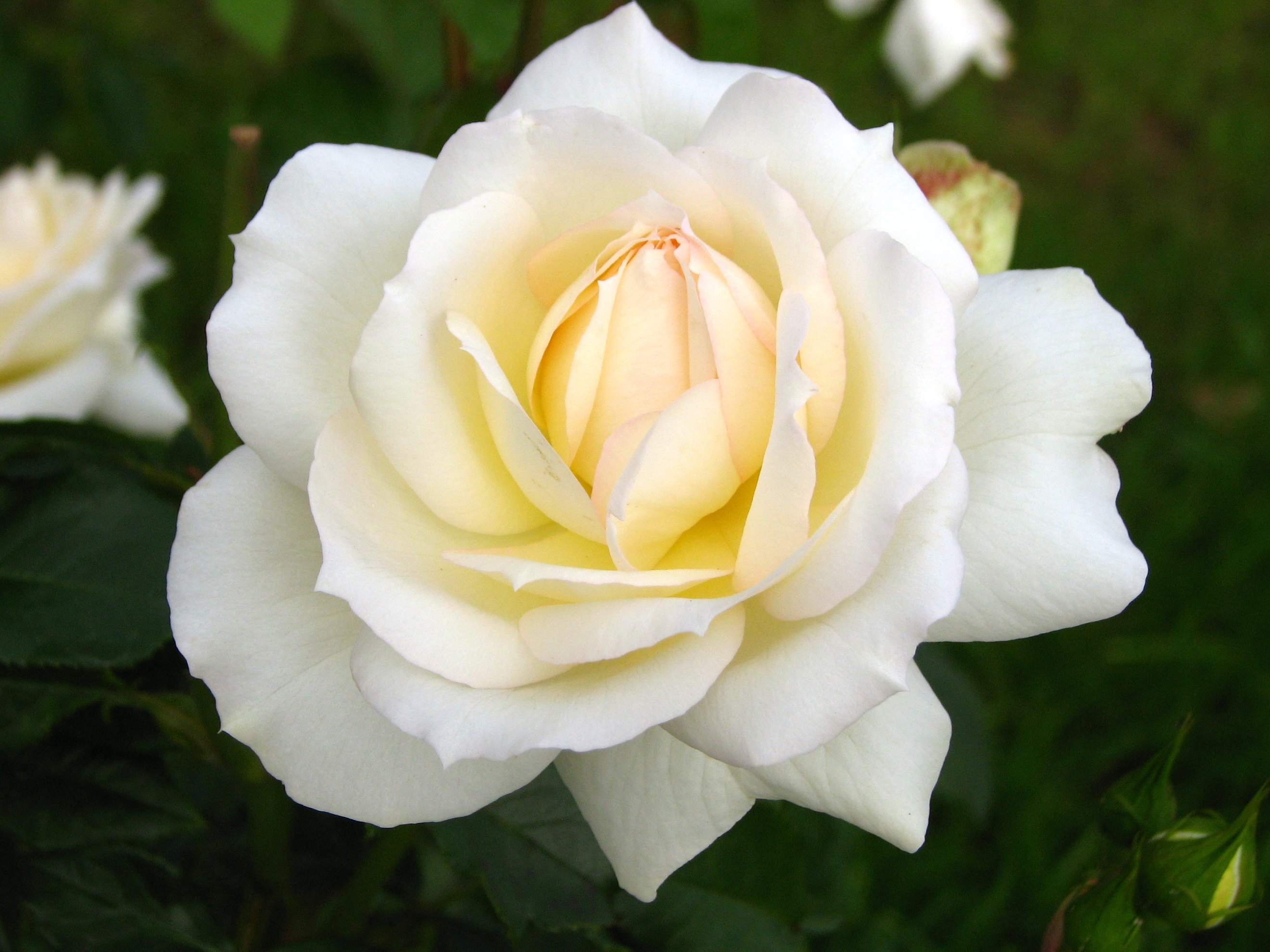
'Tchaïkovski' (Meilland 2003).